# Jigoku-Retsuden
Jigoku-Retsuden (яп. 地獄列伝 дзигоку рэцудэн, адские биографии) — альбом-сборник американской рок-группы Kiss, вышедший в Японии в 2008 году. Входит в расширенное издание альбома Sonic Boom под названием Kiss Klassics.

## Об альбоме
В диск входит 15 самых известных песен группы с 1973 года, перезаписанных в новом составе, включая нового гитариста и ударника. Записан на студии Henson Recording в Голливуде, продюсирован группой совместно с Грегом Коллинзом. В качестве сборника может считаться только потому, что все песни, представленные на нём, представляют собой ранее изданные на других альбомах и в других составах песни, однако в данном составе все песни представлены впервые и представляют собой абсолютно новый материал.
Специальная ограниченная редакция содержит DVD с записью концерта в Ниппон Будокан, Токио, Япония в 1977. Эти кадры взяты с DVD-дисков «Kissology VOl. 1-3».

## Список композиций
| №   | Название                                                      | Автор(ы)                           | Ведущий вокал       | Длительность |
| --- | ------------------------------------------------------------- | ---------------------------------- | ------------------- | ------------ |
| 1.  | «Deuce» ( (рус.)Вдвойне)                                      | Джин Симмонс                       | Симмонс             | 3:07         |
| 2.  | «Detroit Rock City» (Детройт — Город Рока)                    | Пол Стэнли, Боб Эзрин              | Стэнли              | 3:56         |
| 3.  | «Shout It Out Loud» (Крикни это громче)                       | Симмонс, Стэнли, Эзрин             | Стэнли, Симмонс     | 2:53         |
| 4.  | «Hotter Than Hell» (Жарче чем Ад)                             | Стэнли                             | Стэнли              | 3:09         |
| 5.  | «Calling Dr. Love» (Звонит Доктор Любви)                      | Симмонс                            | Симмонс             | 3:25         |
| 6.  | «Love Gun» (Оружие Любви)                                     | Стэнли                             | Стэнли              | 3:20         |
| 7.  | «I Was Made For Lovin' You» (Я был создан, чтобы любить тебя) | Стэнли, Вини Понсия, Дезмонд Чайлд | Стэнли              | 4:41         |
| 8.  | «Heaven’s on Fire» (Небеса в огне)                            | Стэнли, Чайлд                      | Стэнли              | 3:23         |
| 9.  | «Lick It Up» (Оближи)                                         | Стэнли, Винни Винсент              | Стэнли              | 3:56         |
| 10. | «I Love It Loud» (Я люблю это громко)                         | Симмонс, Винни Винсент             | Симмонс             | 4:08         |
| 11. | «Forever» (Навечно)                                           | Стэнли, Майкл Болтон               | Стэнли              | 3:52         |
| 12. | «Christine Sixteen» (Кристине шестнадцать)                    | Симмонс                            | Симмонсс            | 2:59         |
| 13. | «Do You Love Me» (Ты меня любишь?)                            | Стэнли, Эзрин, Ким Фоули           | Стэнли              | 3:38         |
| 14. | «Black Diamond» (Чёрный алмаз)                                | Стэнли                             | Эрик Сингер, Стэнли | 4:19         |
| 15. | «Rock And Roll All Nite» (Рок-н-ролл всю ночь)                | Симмонс, Стэнли                    | Симмонс             | 2:48         |

## Участники записи
- Джин Симмонс — бас-гитара, вокал
- Пол Стэнли — гитара, вокал
- Томми Тайер — соло—гитара
- Эрик Сингер — ударные, вокал

## Другие музыканты
- Брайн Вилан — клавишные